# 矯九高
矫九高（？—？），字仰之，號冲初，山西汾州府汾阳县人，明朝政治人物。

## 生平
万历二十八年（1600年）庚子科山西乡试舉人，三十二年（1604年），登甲辰科进士，户部觀政，初授推官，三十七年升户部陕西司主事，三十八年丁憂，四十年補工部主事，四十四年升员外，升郎中，升山東東昌知府，四十七年患病。